# Nenndurchmesser
Der Nenndurchmesser oder der nominelle Durchmesser ist der Durchmesser kreisförmiger Elemente von Bauteilen, um sie abzugrenzen von ähnlichen Bauteilen anderer Größe. Gegenstück bei parallelen Flächen ist die Schlüsselweite.

## Allgemeines
Der Nenndurchmesser kann ein Außendurchmesser oder ein Innendurchmesser (Nennweite, abgekürzt NW oder DN) sein, bei Doppelbezeichnungen, z. B. von Wälzlagern, auch beides.
In vielen Fällen ist der Nenndurchmesser Hauptbestandteil einer in Normen enthaltenen Bezeichnung: z. B. M10 für Außendurchmesser 10 mm eines metrischen (M) Gewindes.
Neben Schrauben und Muttern, die abgestuft nach dem Gewindedurchmesser vorliegen, gibt es viele andere Maschinenelemente in normierter  regelmäßiger Durchmesser-Abstufung (einfache: Stifte, Bolzen, Scheiben, Ringe u. a.; komplexere: Wälzlager, Kugelbuchsen u. a.). Der Begriff Nenndurchmesser wird auch bei Halbzeugen (z. B. Rundstangen und Rohren) verwendet.
Im Bezeichnungsschema für Wälzlager werden Innenring-Innendurchmesser und Außenring-Außendurchmesser aufgeführt, d. h. Wälzlager werden mittels zwei nominellen Durchmessern gekennzeichnet. Der nominelle Durchmesser von Kugelbuchsen ist ihr Innendurchmesser, derjenige der zugehörigen Wellen ihr Außendurchmesser. Der Nenndurchmesser von Rohren wird Nennweite genannt und ist im Allgemeinen ihr Innendurchmesser.
Der Nenndurchmesser wird je nach Branche in Millimetern (mm) oder Zoll (Inch) angegeben. Bei Fahrradreifen wie auch anderen Reifen ist z. B. die Angabe in Zoll noch üblich.
Der Nenndurchmesser ist ein abstraktes Maß, das mehr oder weniger vom tatsächlichen Durchmesser (Istdurchmesser, der dem Istmaß, d. h. dem realen, messbaren Durchmesser entspricht) des Bauteils abweicht. Der Begriff Nenndurchmesser kann auch im Sinne von Nennmaß an einem individuellen Bauteil gebraucht werden. In diesem Zusammenhang ist er ein Ober-Begriff der bei der Maß-Tolerierung vorkommender Begriffe Soll-, Ist- und Grenzmaß.

## Beispiele
Weitere technische Gegenstände, die mittels unterschiedlicher Nenndurchmesser bezeichnet werden, sind u. a.:
- Betonstabstahl und Betonstahl in Ringen
- Bohrer und Bohrungen
- Fräser
- Gewinde und Gewindebohrer
  - z. B. Metrisches ISO-Gewinde oder
  - Whitworth-Gewinde
- Passungen
- Rennreifen
- Spindelmuttern
- Sprengringe
- Schneideisen